# Octotropis
Octotropis là một chi thực vật có hoa trong họ Thiến thảo (Rubiaceae).

## Loài
Chi Octotropis gồm các loài:
- Octotropis travancorica Bedd.